# Pengarengan (Kalibawang)
Pengarengan is een bestuurslaag in het regentschap Wonosobo van de provincie Midden-Java, Indonesië. Pengarengan telt 1911 inwoners (volkstelling 2010).